# 9 f.Kr.
| 9 f.Kr.            |
| ------------------ |
| Dødsfald - Fødsler |
|                    |

## Begivenheder
- Publius Quinctilius Varus Legioner udslettes af germanske stammer ved slaget i Teutoburger skoven.